# Sant Salvador de Guardiola
Sant Salvador de Guardiola (spanisch manchmal nur Guardiola) ist ein Ort und eine Gemeinde (municipi) mit 3.476 Einwohnern (Stand: 2024) in der Comarca Bages in der Provinz Barcelona in der Autonomen Region Katalonien. Zur Gemeinde gehören auch die Dörfer und Weiler El Calbet, Carrer de Dalt i Ca l’Esteve, Coll d’Arboç, El Graell, El Pinyot, Raval del Parrot, Raval del Sellerès, Salellas und Set-rengs.

## Lage
Der Ort Sant Salvador de Guardiola liegt in einer Höhe von etwa 370 Metern ü. d. M. im Norden der Comarca Bages in der Kultur- und Weinlandschaft Pla de Bages. Die Städte Manresa und Barcelona befinden sich etwa acht Kilometer nordöstlich bzw. 68 Kilometer (Fahrtstrecke) südöstlich. 

## Bevölkerungsentwicklung
| Jahr      | 1960 | 1970 | 1981 | 1990  | 2000  | 2010  |
| Einwohner | 585  | 588  | 633  | 1.221 | 2.156 | 3.135 |

Mitte des 19. Jahrhunderts hatte die Gemeinde um die 800 Einwohner; die Reblauskrise im Weinbau sorgte Ende des 19. Jahrhunderts für einen Rückgang. Die zunehmende Mechanisierung der Landwirtschaft führte um die Mitte des 20. Jahrhunderts zu einem erneuten Einbruch der Bevölkerungszahlen. Aufgrund der Nähe zur Stadt Manresa erlebte die Gemeinde in den letzten Jahrzehnten einen rasanten Aufschwung.

## Wirtschaft
Früher lebten die Einwohner hauptsächlich als Selbstversorger von der Landwirtschaft, zu der auch der Anbau von Wein und die Haltung von Vieh (v. a. Schafe und Ziegen) gehörte. Bereits im Mittelalter fungierten Guardiola und Salelles auch als handwerkliche und merkantile Zentren für die Dörfer und Einzelgehöfte (masies) in der Umgebung. Im ausgehenden 18. und frühen 19. Jahrhundert spielte der Weinbau eine große Rolle in der Region, doch die Reblauskrise setzte dem ein Ende. Seit den 1980er Jahren erlebt die Gemeinde insgesamt einen wirtschaftlichen Aufschwung. 

## Geschichte
Prähistorische, antike, westgotische und islamische Spuren wurden bislang nicht entdeckt. Im 9. und 10. Jahrhundert wurde die nahezu menschenleere Region durch die Grafen von Barcelona aus den Händen des Islam zurückerobert (reconquista), wiederbesiedelt (repoblación) und mit Burgen (castells) und Kirchen (esglésies oder ermitas) gesichert. Die erste schriftliche Erwähnung des Ortsnamens stammt erst aus dem 15. Jahrhundert.

## Sehenswürdigkeiten
Guardiola
- Der Ort macht insgesamt einen eher modernen Eindruck. Das wichtigste historische Gebäude der Gemeinde ist das Castell de Guardiola, dessen Ursprünge im 10. Jahrhundert liegen dürften. Das heutige Gebäude stammt aus dem 16./17. Jahrhundert.

Salelles
- Im Ort gibt es einige hübsche Altstadtgassen.